# Aylar Lie
Aylar Lie, pseudonimo di Sharareh Dianati (in persiano آیلار دیانتی لی‎; Teheran, 12 febbraio 1984), è una modella, cantante ed ex attrice pornografica iraniana naturalizzata norvegese.

## Biografia
Figlia di un uomo iraniano e di una donna norvegese, Aylar arriva in Norvegia all'età di tre anni, ma per problemi in famiglia viene tolta ai genitori e affidata a genitori adottivi. Data la sua origine e la sua storia parla fluentemente il persiano e il norvegese, oltre all'inglese.
All'età di 18 anni, nel 2002, entra nel mondo della pornografia, dove si specializza in scene di sesso orale con più uomini. Inoltre è stata una delle poche porno star a mantenere parte dei peli pubici.
Nell'estate 2004 si ritira dalla pornografia e comincia il lavoro di modella. Riesce ad ottenere un accordo con la catena di saloni di bellezza Nikita che prevede la sua partecipazione come testimonial per la loro nuova campagna pubblicitaria. Nello stesso anno Aylar Lie partecipa a Miss Norvegia. È tra le dieci finaliste del concorso ma viene squalificata a causa del suo passato coinvolgimento con l'industria del porno. Lo scandalo suscitato dalla notizia provoca l'annullamento della collaborazione con Nikita e trasforma la sua vicenda in un caso mediatico. Aylar decide di trarre vantaggio dallo scalpore provocato e intraprende la carriera di modella glamour.
Nel dicembre 2004 sostiene di aver avuto un rapporto a tre, assieme alla cantante e modella norvegese Lene Alexandra Øien, con Robbie Williams. Lo staff del cantante britannico nega la veridicità della storia.
Nel 2005 partecipa ad una puntata del reality show Big Brother, il Grande Fratello svedese, poi vinto da Britt Goodwin.
Nel corso dello stesso anno rimuove le sue protesi al seno, partecipa ad un episodio del talk show musicale Først & sist (Primo e ultimo) e ad un episodio del talk show Senkveld med Thomas og Harald.
Nel 2005 e nel 2007 partecipa a due episodi del talk show God kveld Norge (Buonasera Norvegia).
Nell'autunno 2005 lancia un proprio gruppo di modelle glamour chiamato Team Aylar. Le prime ad entrare a farne parte sono Elita Löfblad, Natacha Peyre, Marie Plosjö, Charlotte Fredriksen, Linn Irene Meister, Cathrine Aschim e Lisa Marie Winther.
Nel 2006 decide di pubblicare un singolo, la cover di Sabrina Salerno Boys (Summertime Love).
Dal 2008 collabora insieme a Basshunter cantando e apparendo nei video musicali (in ordine cronologico) Now You're Gone, All I Ever Wanted, Angel in the Night, I Miss You, Every Morning, I Promised Myself, e Northern Light.
Inoltre è presente nel video di Mamacita, del cantante norvegese di origine etiope Youssef, e nel videoclip First Time dei Sunblock.
Nel 2008 afferma che non può tornare in Iran a causa della repubblica Islamica per la sua ex attività di pornostar.
Nel 2010 appare nel film norvegese Yohan – Barnevandrer (Yohan - Il bambino vagabondo) di Grete Salomonsen nel ruolo di Raya, matrigna di Levi (Alexander Rybak).
Nel dicembre 2010 entra a far parte come cantante negli Erre-way.

## Vita personale
Aylar è stata fidanzata con Ozan Özerk, multimilionario norvegese di origine turco-cipriota.

## Filmografia
- Throat Gaggers 3 (2002)
- Pink Pussycats (2002)
- Breakin' Em In 3 (2002) con il nome di Persian Princess Diana
- Brand New! (2002)
- 18 And Nasty Interracial 2 (2002)
- Just Over 18 5 (2002)
- Little White Chicks... Big Black Monster Dicks 17 (2002)
- Cum Dumpsters 3 (2003)
- Dådyr, regia di Aune Sand (2007)
- Yohan – Barnevandrer, regia di Grete Salomonsen (2010)